# Insane Clown Posse
Insane Clown Posse (även kända som ICP) är en amerikansk hiphop- och horrorcoreduo från Detroit, Michigan, bestående av rapparna Violent J (Joseph Bruce) och Shaggy 2 Dope (Joseph Ustler). Gruppen uppträder alltid sminkade som clowner, och många av deras album och låtar kretsar runt ett mörkt cirkustema. ICP har totalt släppt elva studioalbum, varav fem guld- och två platinaalbum. Många av albumen har släppts av det egna skivbolaget Psychopathic Records, startat 1991 tillsammans med managern Alex Abbiss. Sammanlagt har gruppen sålt över 6,5 miljoner skivor. Gruppens fans kallar sig juggalettes eller juggalos (maskulin form).
Vid sidan av sin musikkarriär så har duon även gjort sig kända som professionella wrestlers, bland annat i sin egen wrestlingliga JCW (Juggalo Championship Wrestling). De har även medverkat i totalt fyra filmer.

## Inner City Posse
Från början kallade sig gruppen Inner City Posse och var en trio tillsammans med Joseph Utslers bror John Utsler gående under artistnamnet John Kickjazz. Insane Clown Posses första album Dog Beats var egentligen ett Inner City Posse album, men på omslaget var det bara skrivet ICP, och Carnival Of Carnage av Insane Clown Posse innehöll flera låtar som var tänkta att hamna på det ofärdiga Inner City Posse albumet Gangsta Codes. Men John Utsler hoppade till slut av och den kvarstående duon ändrade totalt gruppens image.

## Kontroverser
Duons texter innehåller ofta detaljerade beskrivningar av grovt våld och mord, med inslag av magi och ockultism, vilket av många anses som kontroversiellt. Det har också påståtts att Insane Clown Posse inspirerat våld som annars inte skulle skett; till exempel morden som begicks av horrorcorerapparen Sam McCroskey (Syko Sam). Clownduon själva säger att de aldrig uppmanar någon till våldsamma akter och att de inte är något mer än underhållare. "Precis som Stephen King skriver våldsamma böcker gör de våldsinspirerad musik."

## The Gathering Of The Juggalos
The Gathering Of The Juggalos är en stor festival arrangerad varje år av Insane Clown Posse, för att samla sina fans juggalos. Det är världens största underground-musikfestival utan några som helst sponsorer[källa behövs]. Under en vecka uppträder över 100 Hiphop och Rockgrupper såväl som komiker och brottare. Några artister som uppträtt är Coolio, Vanilla Ice, Warren G, Tila Tequila, Afroman och Ice Cube.

## Eminem
År 1995, delade Marshall Mathers (Eminem) ut ett antal flygblad, för en fest han skulle spela på i Detroit, Michigan och på flygbladen stod det skrivet att Insane Clown Posse kanske skulle uppträda. Detta tycks ha gjort Joseph Bruce rätt så upprörd och han sade åt Eminem att dra åt helvete ("fuck off"). Efter det började Eminem dissa ICP i flera av sina låtar och Insane Clown Posse gjorde tillsammans med gruppen Twiztid, en parodi av Eminems låt; My Name Is, på sitt gemensamma album Psychopathics From Outer Space.

## Diskografi
- 1991 - Dog Beats
- 1992 - Carnival Of Carnage
- 1993 - Beverly Kills 50187
- 1994 - The Ringmaster
- 1994 - The Terror Wheel
- 1994 - A Carnival Christmas
- 1995 - The Riddlebox
- 1996 - Tunnel Of Love
- 1997 - The Great Milenko
- 1999 - The Amazing Jeckel Brothers
- 2000 - Bizaar
- 2000 - Bizzar
- 2002 - The Wraith: Shangri-la
- 2004 - The Wraith: Hell’s Pit
- 2005 - The Calm
- 2007 - The Tempest
- 2009 - Bang! Pow! Boom![8]
- 2012 - The Mighty Death Pop!

## Filmografi
- Big Money Hustlas (2000)
- Death Racers (2008)
- A Family Underground (2009)
- Big Money Rustlas (2010)